# Souto Soares
Souto Soares là một đô thị thuộc bang Bahia, Brasil. Đô thị này có diện tích 1095,85 km², dân số năm 2007 là 12198 người, mật độ 11,1 người/km².